# Monte Rogoria
Il Monte Rogoria, detto anche Rogorio o Motto Croce, è una montagna delle Prealpi Luganesi, nella sezione delle Prealpi Varesine. È situata sul confine tra il Canton Ticino (Svizzera) e la Lombardia (Italia) con un'altitudine di 1184 m.

## Descrizione
La vegetazione sulla cima, che domina il lago Maggiore e le isole Borromee, è composta da faggi.